# Anolis inderenae
Anolis inderenae är en ödleart som beskrevs av  Ricardo M. Rueda och HERNÁNDEZ-CAMACHO 1988. Anolis inderenae ingår i släktet anolisar, och familjen Polychrotidae.
Artens utbredningsområde är Colombia. Inga underarter finns listade i Catalogue of Life.